# Les Clées
Les Clées (toponimo francese) è un comune svizzero di 176 abitanti del Canton Vaud, nel distretto del Jura-Nord vaudois.

## Monumenti e luoghi d'interesse

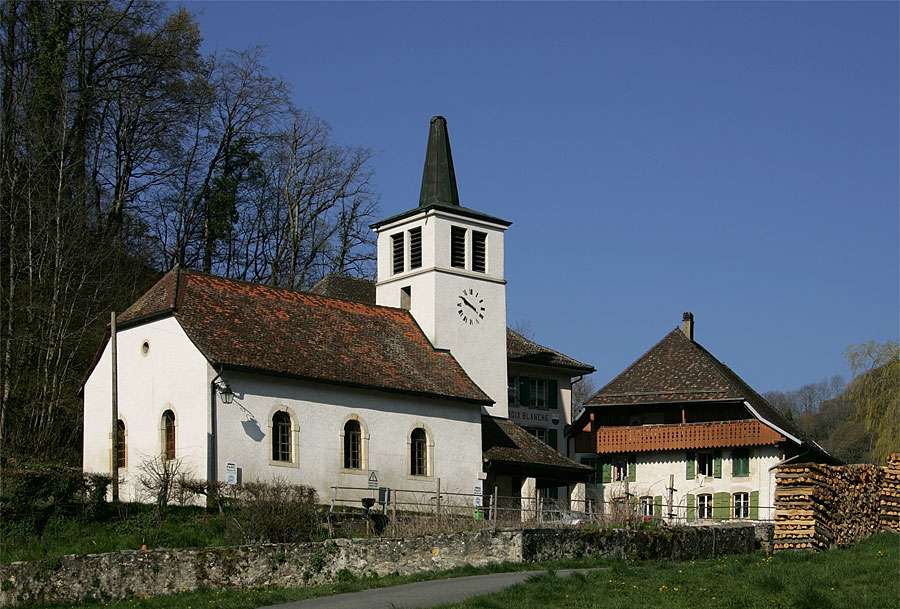
La chiesa riformata

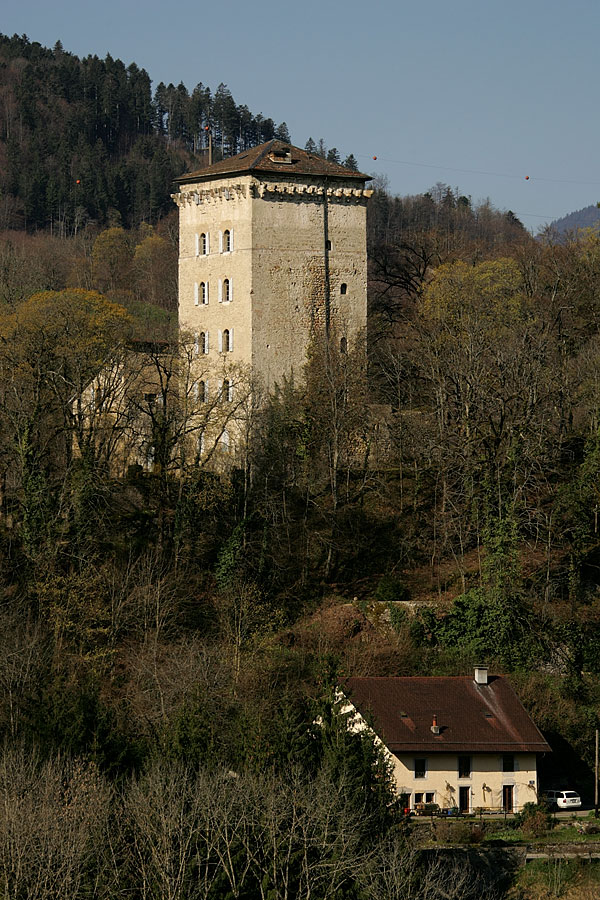
Il castello di Les Clées

- Chiesa riformata, attestata dal XIV secolo e ricostruita nel 1738-1740[1];
- Castello di Les Clées, eretto nel Medioevo[1].

## Società

### Evoluzione demografica
L'evoluzione demografica è riportata nella seguente tabella:
Abitanti censiti

## Amministrazione
Ogni famiglia originaria del luogo fa parte del cosiddetto comune patriziale e ha la responsabilità della manutenzione di ogni bene ricadente all'interno dei confini del comune.